# Marcos Romero
Marcos Romero (n. Esmeraldas, Esmeraldas, Ecuador; 10 de mayo de 1987) es un futbolista ecuatoriano que juega de delantero y su actual equipo es Centro Deportivo Olmedo de la Serie A de Ecuador.

## Trayectoria
Marcos inició su carrera como futbolista en las divisiones menores de CD Olmedo desde el año 2005, en el 2008 pasa al Estrella Roja, pero desde 2010 vuelve al CD Olmedo donde en la temporada 2015 consigue su máximo rendimiento.

## Clubes
| Club               | País    | Año             |
| ------------------ | ------- | --------------- |
| CD Olmedo          | Ecuador | 2005 - 2008     |
| Estrella Roja      | Ecuador | 2008 - 2009     |
| CD Olmedo          | Ecuador | 2010 - 2015     |
| Mushuc Runa        | Ecuador | 2016            |
| Liga de Portoviejo | Ecuador | 2017            |
| Olmedo             | Ecuador | 2018 - Presente |